# Portaria
Portaria è una frazione del comune di Acquasparta (TR).
Borgo di architettura medioevale posto a 470 m s.l.m. ed a 6 km dal capoluogo. Si trova lungo l'antico diverticolo della via Flaminia, tra Carsulae e Spoleto.
Dalla sua posizione sulla costa dei monti Martani, domina con ampio panorama la valle del torrente Naia.
Ospita una delegazione comunale (unica tra tutte le frazioni del comune);
Secondo i dati del censimento Istat 2001, gli abitanti sono 126, mentre il sito comunale parla di 425 residenti.

## Storia
Anticamente nota come Porcaria (i pascoli per i maiali erano evidentemente abbondanti), viene indicata in un documento del 1093, dove due monasteri della zona vengono donati all'abbazia di Montecassino, da parte di un discendente del conte Arnolfo.
Infatti, si trattava di una delle principali località delle Terre Arnolfe.
Nell'agosto 1499 Lucrezia Borgia, insieme al suo corteo, prima di prendere possesso del governatorato di Spoleto si fermò al castello di Porcaria e fu accolta da quattro commissari e duecento fanti spoletini.
Scorribande di truppe ternane e tuderti costrinsero gli abitanti a sottomettersi alla protezione di Spoleto: il capitano Bartolomeo d'Alviano vi stabilì un commissario e una guarnigione di fanti.
Nel 1540 venne scambiata, assieme con Acquasparta, con il castello di Alviano, che andò a Pier Luigi Farnese: il nuovo signore, Giovan Giacomo Cesi, sfruttò così il matrimonio con Isabella d'Alviano. Nel 1550 fu comperata per 6.000 scudi dalla Camera Apostolica.
Durante il ducato spoletino di Lucrezia Borgia, si dice che ella abitasse in una delle case che danno sulla odierna piazza Verdi.
Comune autonomo fino al novembre 1875 quando fu accorpato dal comune di Cesi che all'epoca faceva parte della provincia dell'Umbria; a seguito dell'aggregazione del comune di Cesi a quello di Terni, divenne nel 1927 frazione di quest'ultimo; fu quindi distaccato nel 1929 dal comune di Terni e aggregato all'attuale comune di Acquasparta.

## Monumenti e luoghi d'interesse
- I resti della Rocca (XII secolo) e la cinta di mura;
- Piazza Giuseppe Verdi, con pavimento in travertino e laterizio;
- La Torre dell'Orologio (XIII secolo), restaurata nel XVII secolo e nel 1967. È chiusa da pinnacoli e da una cuspide con la campana dentro, mentre l'orologio è stato messo più recentemente;
- Il pozzo rinascimentale, costruito dal duca Cesi di Acquasparta e utilizzato fino alla fine della seconda guerra mondiale, che pesca da una grande cisterna grande quanto la piazza sotto cui si trova;
- Copia lapidea della cassetta postale del 1674, una delle più antiche d'Italia (l'originale è conservato a Roma, al Ministero delle comunicazioni);
- La Porta Spoletina, porta settentrionale di accesso all'abitato;
- La Porta Romana, porta meridionale di accesso all'abitato
- Chiesa dei Santi Filippo e Giacomo (XI secolo), la cui facciata utilizza materiale sottratto alla città romana di Carsulae. Essa sorge su una chiesa preesistente, dedicata a Sant'Andrea Apostolo. Fu rimodernata nel 1854. All'interno si trovano tele del '600 ed un organo Fedeli del 1796.

## Economia e manifestazioni
- Passaggio di Lucrezia Borgia. Durante la terza settimana di maggio si commemora il passaggio di Lucrezia Borgia, con un corteo storico in costume e l'assegnazione del palio dopo una sfida tra campagna e borgo.
- Festa della trebbiatura. Rievocazione storica e festosa della trebbiatura. Si svolge il secondo sabato di luglio.
- Festa della Madonna del Buon Consiglio. Si svolge nelle prime settimane di settembre.

## Galleria d'immagini

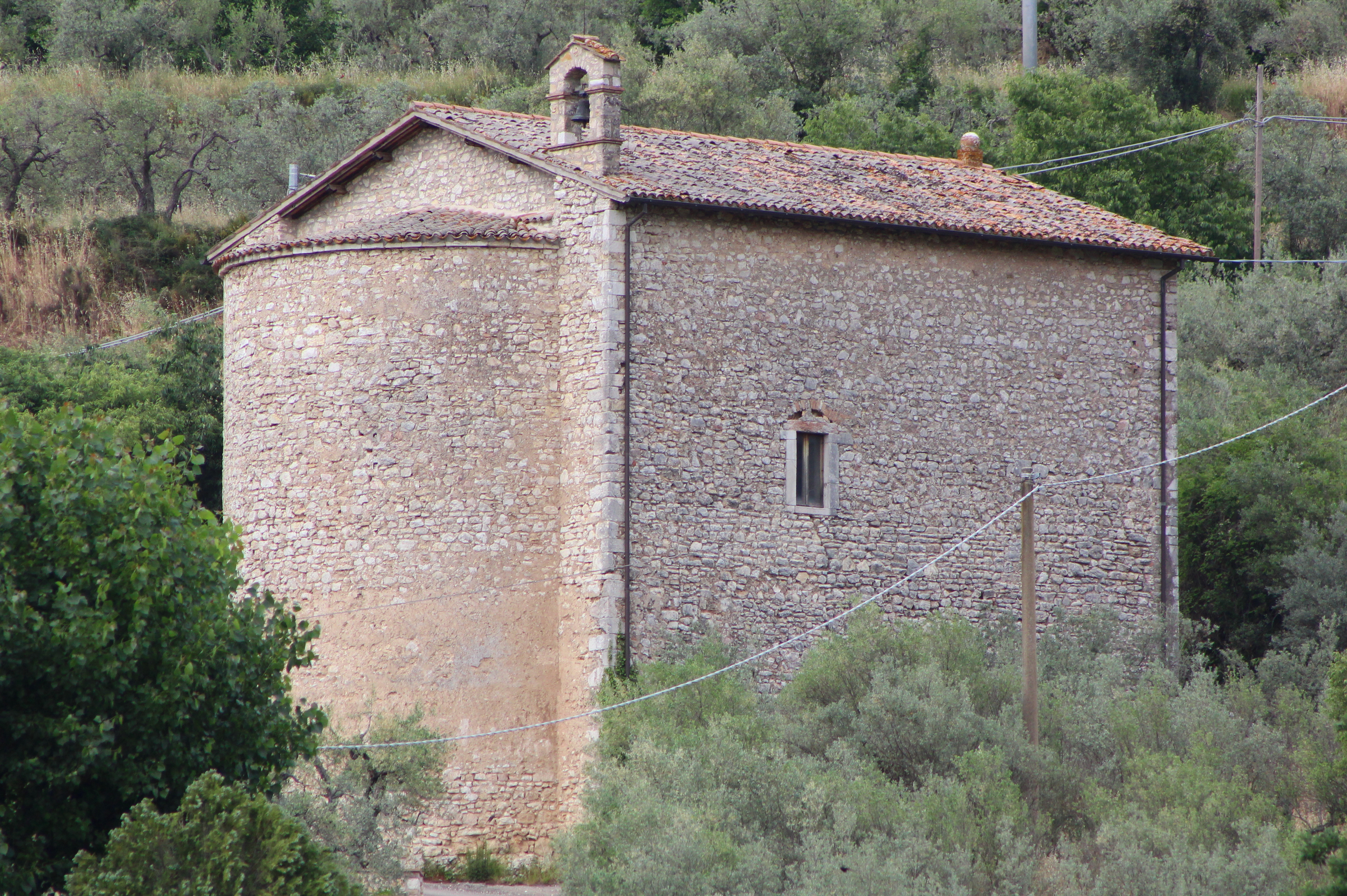
La Madonna dell'Ulivo fuori del paese
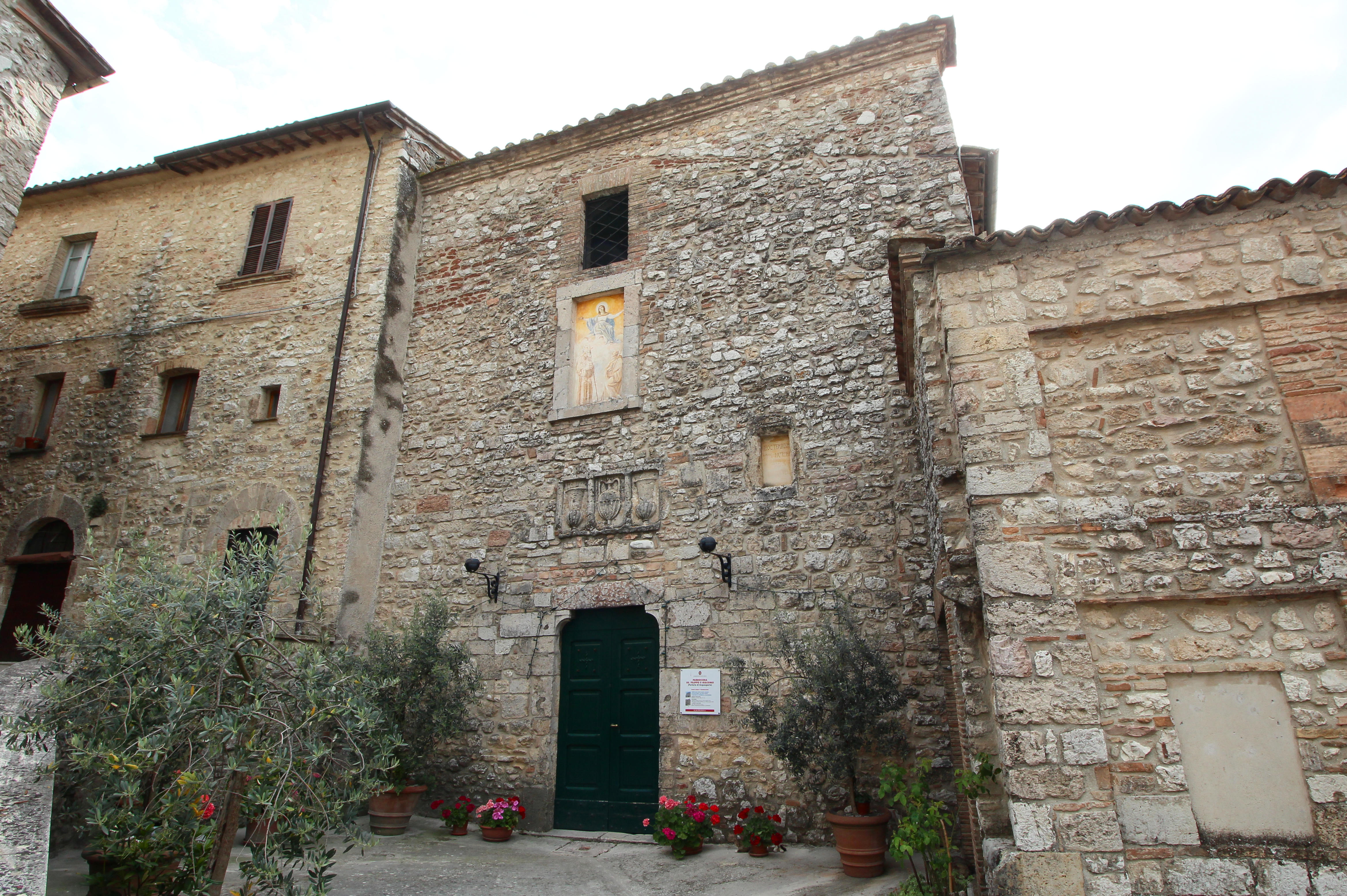
La chiesa dei Santi Filippo e Giacomo
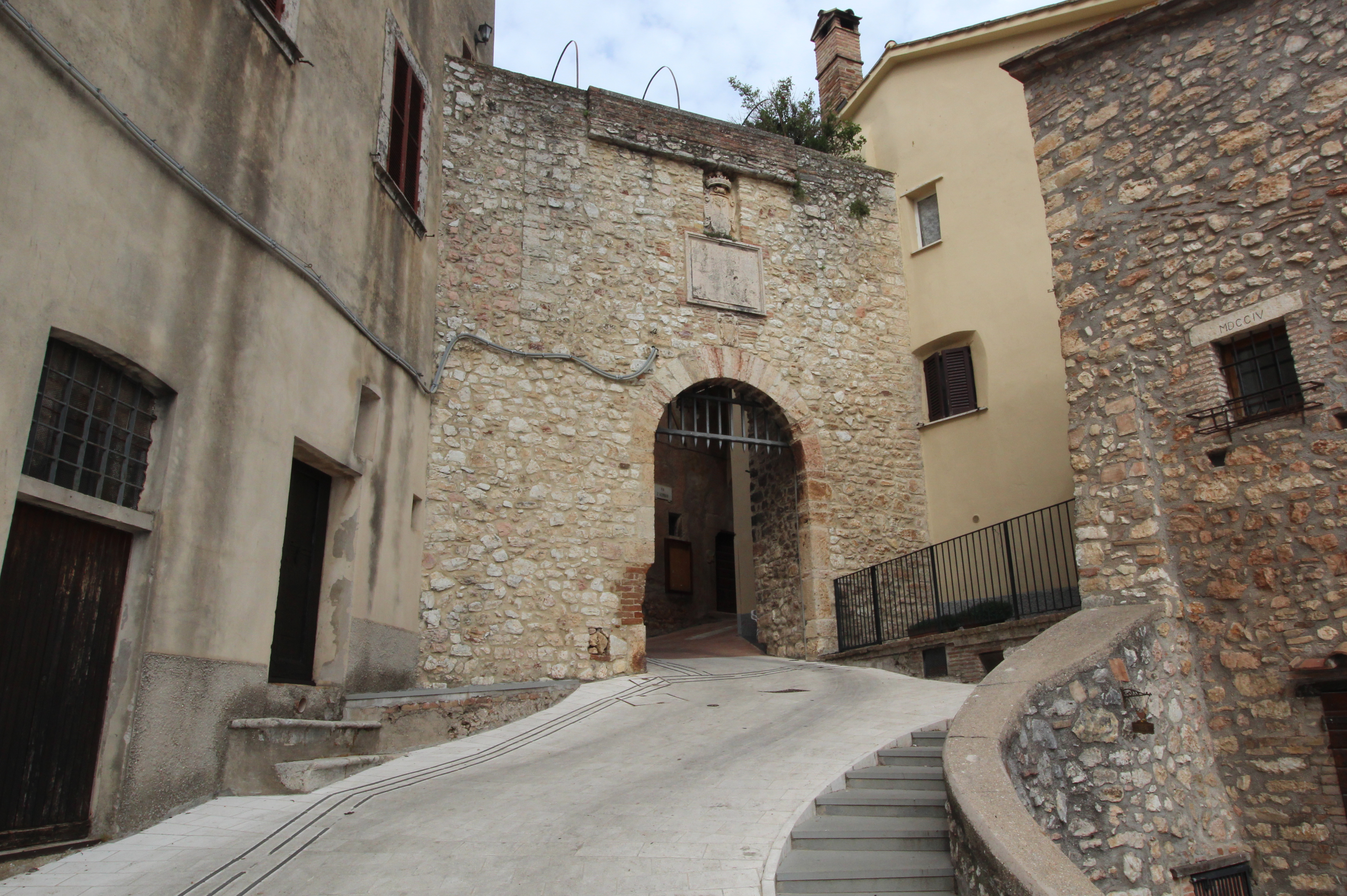
Porta Romana
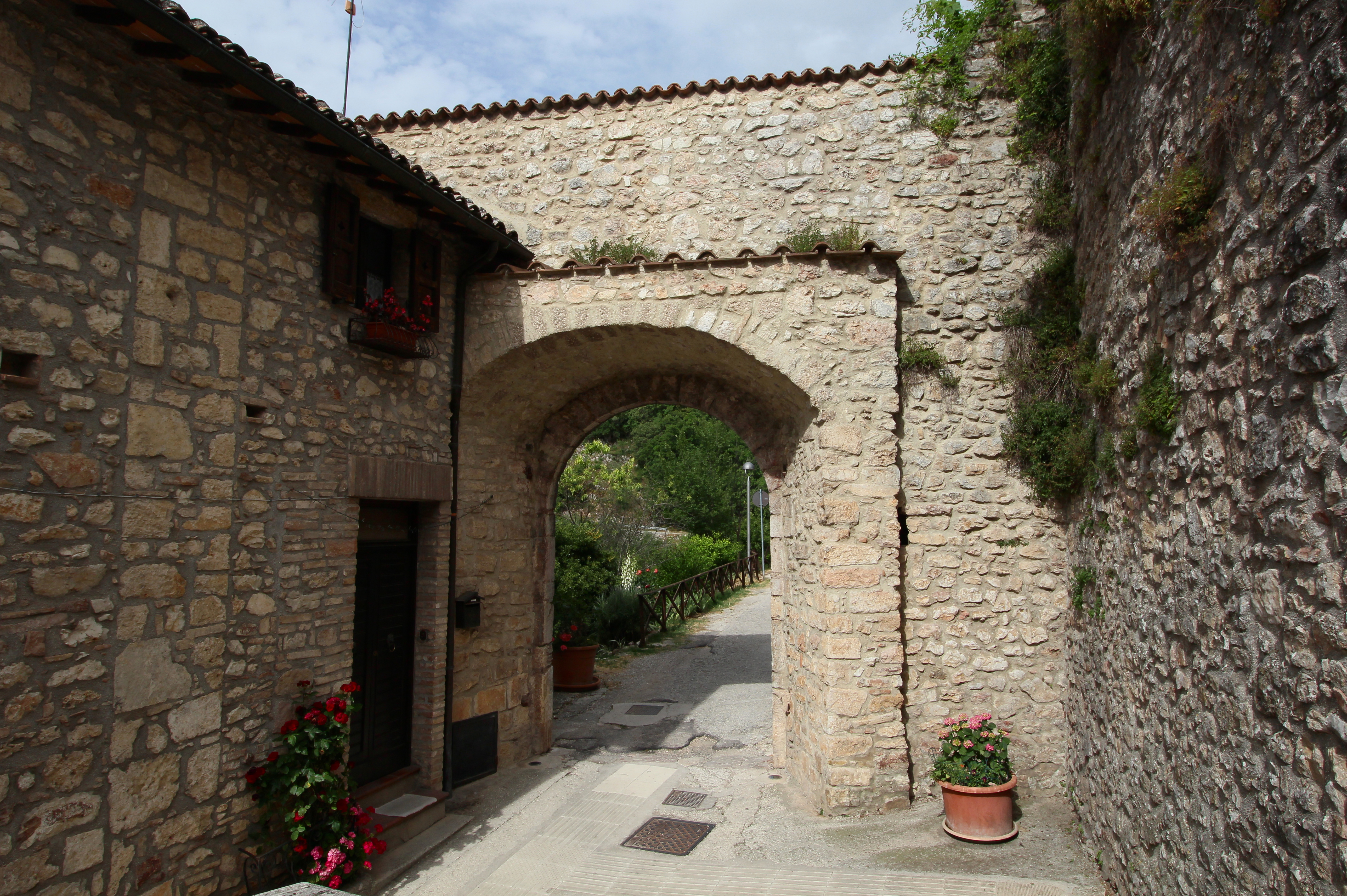
Porta Spoletina
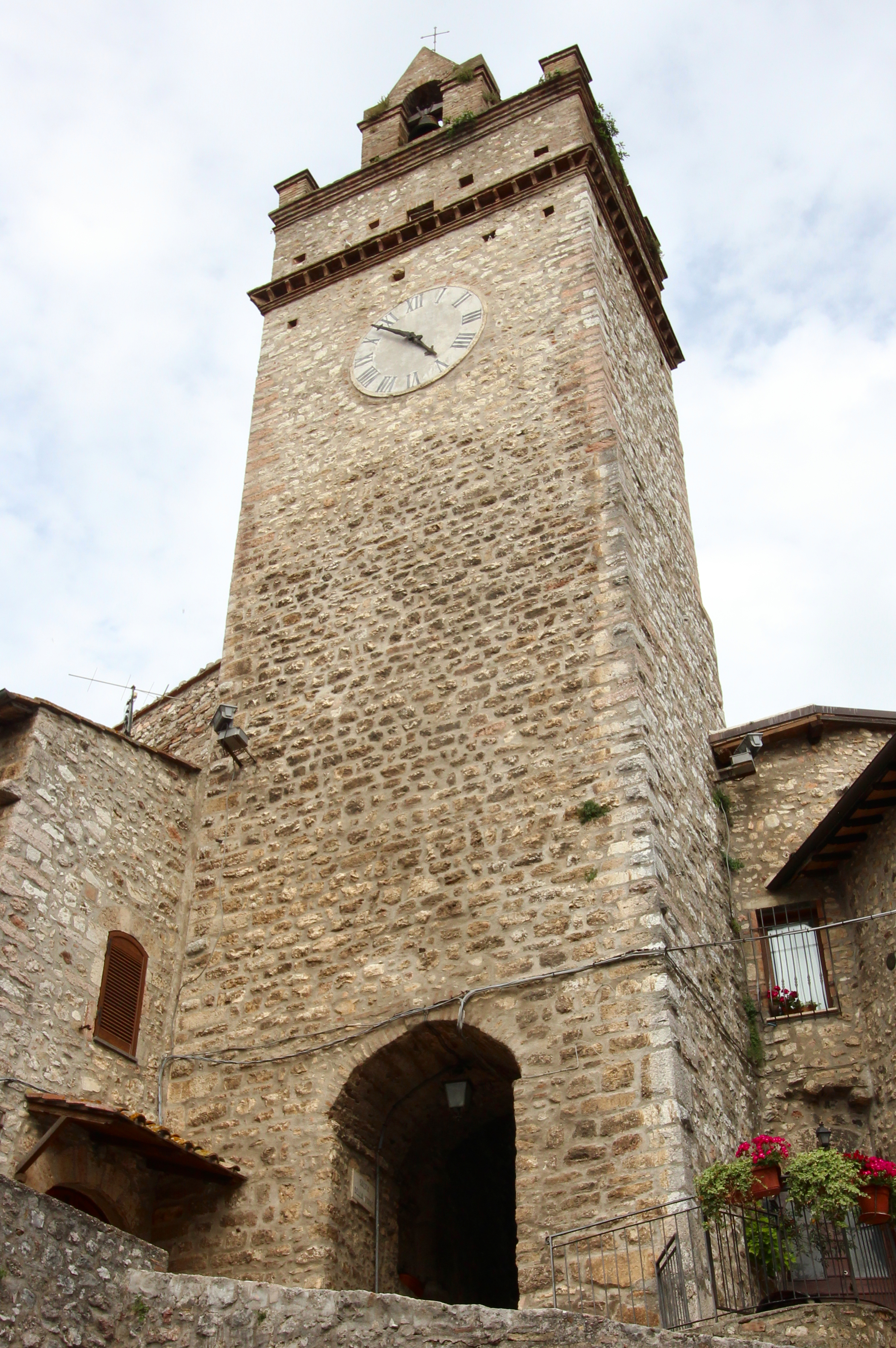
Torre dell'Orologio